# Haagreglerna
Haagreglerna kallas den internationella konventionen rörande fastställande av vissa gemensamma bestämmelser i fråga om konossement, det vill säga sätter vissa minimigränser för sjötransportörens ansvar för det gods han transporterar. Konventionen antogs 1924 och trädde ikraft 1931. Reglerna är ikraft i så gott som alla sjöfartsnationer (idag ikraft i 76 nationer). Konventionen har haft en avgörande betydelse för den rättsliga utvecklingen av sjötransportörens ansvar.

## Historia
Före Haagreglerna fanns för sjötransporternas del ingen internationell lagstiftning. Detta ledde till att sjötransportörer i en allt ökande grad friskrev sig från ansvar för godset. Utvecklingen pågick tills det att sjötransportörer med hjälp av standardavtal i början av 1900-talet i princip inte hade något som helst ansvar för det gods de transporterade. I Förenta Staterna resulterade detta i att man antog en tvingande lag redan år 1893 (Harter Act) angående sjötransportörens ansvar. I Australien antogs 1904 "Sea-Carriage of Goods Act" och i Kanada antogs 1910 "Water Carriage of Goods Act". I England, denna tidsperiods största sjöfartsnation, fanns ingen som helst lagstiftning på området (dock common law). De amerikanska, australiensiska och kanadensiska lagarna i samband med ett allt ökande missnöje bland transportkunder gav upphov till ett internationellt samarbete där målet var en internationell konvention som skulle begränsa sjötransportörernas friskrivningsmöjligheter. Arbetet vidtogs vid den privata organisationen CMI (Comite Maritime International) och man hade till en början planerat ett icke-tvingande regelverk som på frivillig basis skulle inkorporeras i transportavtalen. Det framgick dock att det enda sättet att få till stånd någon bestående förändring var att skapa en tvingande internationell konvention. Resultatet blev 1924 års internationella konvention rörande fastställande av vissa gemensamma bestämmelser i fråga om konossement, normalt kallade Haagreglerna. Reglerna var en kompromiss mellan lastintressenter och sjötransportörer. Sjötransportören blev underkastad ett tvingande ansvar för godset och uppgifter i konossementet, dock med en stor möjlighet att exculpera sig och ett redan vid reglernas antagande lågt ansvarsbegränsningstak. Lastintressenter kunde å sin sida förlita sig på ett tvingande minimiskydd. 
Haagreglerna trädde i Sverige, Norge och Danmark ikraft under 1930-talet genom ändringar i dåvarande sjölag samt genom stiftandet av den s.k. konossementslagen (1936:277) som reglerade konventionsfart. Samtidigt trädde Haagreglerna ikraft i Finland genom att en helt ny sjölag stiftades. 
I takt med teknisk utveckling och en betydande mängd rättspraxis upptäcktes vissa hål i Haagreglerna. Dessa försökte man täppa till under en konferens i Stockholm. Resultatet blev ett protokoll som antogs år 1968 (trädde ikraft 1977) och som normalt går under benämningen Visbyprotokollet (protokollet öppnades för signering i Visby). I de länder där protokollet ratificerats brukar Haagreglerna gå under benämningen Haag-Visbyreglerna. 28 nationer har ratificerat Haag-Visbyreglerna, bland länder som inte antagit Haag-Visbyreglerna märks bl.a. Förenta Staterna, Tyskland, Frankrike och Japan. 1979 kom ytterligare ett protokoll vilket ändrade ansvarsbegränsningssummorna i Haagreglerna till att beräknas i SDR (Special Drawing Rights). Såväl Visbyprotokollet som SDR-protokollet är inkorporerade i samtliga Nordiska länder. Samtidigt som Visbyprotokollet antogs i Norden sades Haagreglerna i deras ursprungliga form upp i dessa länder. De förändringar Visbyprotokollet fick till stånd var dock begränsade och de påverkade inte alls till exempel ansvarsgrunden i Haagreglerna. Idag är den allmänna uppfattningen att Haagreglerna är föråldrade, bl.a. eftersom ansvarsbegränsningssummorna inte höjts sedan reglernas antagande och är således än idag på 1924 års nivå samt konossementets minskande betydelse på styckegodstransporternas område.

## Haagreglerna i de Nordiska sjölagarna
Haagreglerna jämte Visbyreglerna (Haag-Visbyreglerna) är fortsättningsvis i kraft i de Nordiska länderna, så även i alla andra sjöfartsnationer (med förbehåll för att alla länder inte har godkänt Visbyreglerna). Haag-Visbyreglerna har dock i Sverige, Finland, Norge och Danmark genom de nya Nordiska sjölagarna fått vissa särdrag. Under 1980-talet ingick de nyss nämnda länderna ett vidsträckt lagstiftningssamarbete för att uppdatera och harmonisera respektive länders sjölagar. En viktig orsak till detta var att FN:s Generalförsamling hade godkänt de s.k. Hamburgreglerna (vilka hade för avsikt att ersätta Haagreglerna). Under arbetet med de Nordiska sjölagarna var det ännu oklart huruvida Hamburgreglerna skulle nå den önskade framgången. Detta resulterade i att sjölagarna utarbetades så att de så mycket som möjligt liknade Hamburgreglerna utan att för den skull stå i strid med Haag-Visbyreglerna. De Nordiska sjölagarna trädde i kraft 1994 och är så när identiska (bl.a. paragrafnumreringen är olika). Det visade sig dock att Hamburgreglerna inte godkändes av någon enda betydande sjöfartsnation. Resultatet av detta blev att Haag-Visbyreglerna förblev ikraft i de Nordiska länderna men att de nya sjölagarna är utformade för att passa ihop med Hamburgreglerna. I praktiken betyder detta att Hamburgreglerna är ikraft i Sverige, Norge, Danmark och Finland till alla delar de inte avviker från Haag-Visbyreglerna. Skulle diskrepanser uppstå gäller alltså Haag-Visbyreglerna. Denna för de Nordiska länderna säregna utformning av sjölagarna har bl.a. från engelskt håll tett sig förvirrande. Inte heller i Norden har de nya sjölagarna undgått kritik, bl.a. Hugo Tiberg och Jan Ramberg var vid stiftandet av lagarna skeptiska till deras utformning.

## Ansvarets utformning
Reglernas tillämpningsområde är starkt knutet till konossement och gäller endast om ett konossement eller liknande transportdokument utfärdats för transporten. Observera att sjöfraktbrev inte jämställs med konossement. Därmed faller transporter där konossement inte används utanför reglernas tillämpningsområde. Ansvarsgrunden är presumerad culpa med vissa speciella särregler, bl.a. särreglerna om sjövärdigt fartyg, undantaget för brand och undantaget för nautiska fel. Ansvarsutformningen är starkt påverkad av common law-rätt. Ansvarsgrunden är därmed utformad som en lång lista i art. 4 § 2 med tillfällen (s.k. undantag eller på engelska exempted perils) då transportören inte skall anses vara ansvarig för den uppkomna skadan. Denna s.k. Haagkatalog innehåller 17 punkter (a-q). Det bör dock påpekas att undantagen inte är absoluta grunder för frikännande från ansvar utan de endast svänger bevisbördan för den uppkomna skadan till käranden. Käranden kan med andra ord efter att transportören bevisat ett undantags existens fortfarande försöka motbevisa transportören. Undantagen är s.k. "rules of presumption", inte "rules of exemption". Undantagen a (navigationsfel) och b (brand) är båda sådana att de inskränker den culpabedömning transportören normalt skulle vara underkastad. Speciellt undantaget a har diskuterats och kritiserats mycket och finns inte alls med i Hamburgreglerna eller i de nya Rotterdamreglerna (den nya sjötransportkonventionen som godkändes av FN:s generalförsamling i slutet av 2008). Undantaget q är en för kontinentaleuropeisk rätt typisk allmän culparegel. 

### Undantaget a: Navigationsfel
Enligt undantaget a i art. 4 § 2 skall transportören inte ansvara för förlust eller skada som härrör av handling, försummelse eller fel av befälhavaren, någon av besättningen eller annan av bortfraktarens anställda eller lots vid navigeringen eller handhavandet av fartyget. Denna regel innebär att transportören underställs ett mildare ansvar än vad som skulle komma av en normal culpabedömning. Transportören behöver alltså endast bevisa att skadan uppkommit p.g.a. någon av de ovannämnda orsakerna men inte att dessa personer i sig inte varit culpösa. Det vill säga, skulle till exempel befälhavaren göra en felberäkning vid navigeringen av fartyget och fartyget går på grund med godsskada till följd behöver transportören endast bevisa att befälhavaren gjort en felberäkning men inte att befälhavaren inte varit culpös. Denna regel gäller dock endast handlingar som tas i fartygets intresse. Alla handlingar som kan tolkas som att ha med lastens intresse att göra faller utanför undantaget. Denna distinktion har visat sig vara mycket svårbedömd och ett större antal rättsfall och juridisk litteratur som tar ställning till distinktionen existerar. Klart är dock att skador som uppkommer i samband med lastningen av fartyget inte kan tolkas som navigationsfel. Denna särregel är helt och hållet arttypisk för sjötransporter. Regeln har kritiserats hårt, speciellt av u-länder, emedan den anses ge transportören, som ofta är ett stort bolag, omotiverade fördelar i jämförelse med avsändarna.

### Undantaget b: Brand
Även brandundantaget gör den culpabedömning transportören normalt skulle vara underkastad mildare. Enligt denna är transportören inte ansvarig för skada som härrör från brand som ej orsakas av fel eller försummelse av bortfraktaren.

### Transportörens ansvar för sjövärdigt fartyg
Transportören har ett mycket strängt ansvar för fartygets sjövärdiga skick. Enligt art. 3 § 1 skall transportören före och vid resans början försätta fartyget i sjövärdigt skick, behörigen bemanna och utrusta fartyget samt försätta alla lastutrymmen i sådant skick att de säkert kan förvara och transportera godset. Förekommer det brister i fartygets sjövärdighet och detta orsakar en godsskada kan transportören undgå ansvar endast om han kan bevisa att han med tillbörlig omsorg (due diligence) försatt fartyget i skick. Denna särregel har en primär ställning ovanför undantagen och culpabedömningen i art. 4 § 2. Bevisbördan ligger på transportören, art. 4 § 1. Det bör dock märkas att ansvaret för fartygets sjövärdiga skick endast sträcker ut sig till det att resan börjar. Efter denna tidpunkt har transportören inte längre ett sjövärdighetsansvar. Skulle dock fartyget ha varit icke-sjövärdigt vid resans början men själva godsskadan uppkommer då fartyget befinner sig till havs och godsskadan beror på sjöovärdigheten skall transportörens ansvar fortsättningsvis bedömas enligt art. 3 § 1, inte enligt art. 4 § 2.